# Fisiocrazia

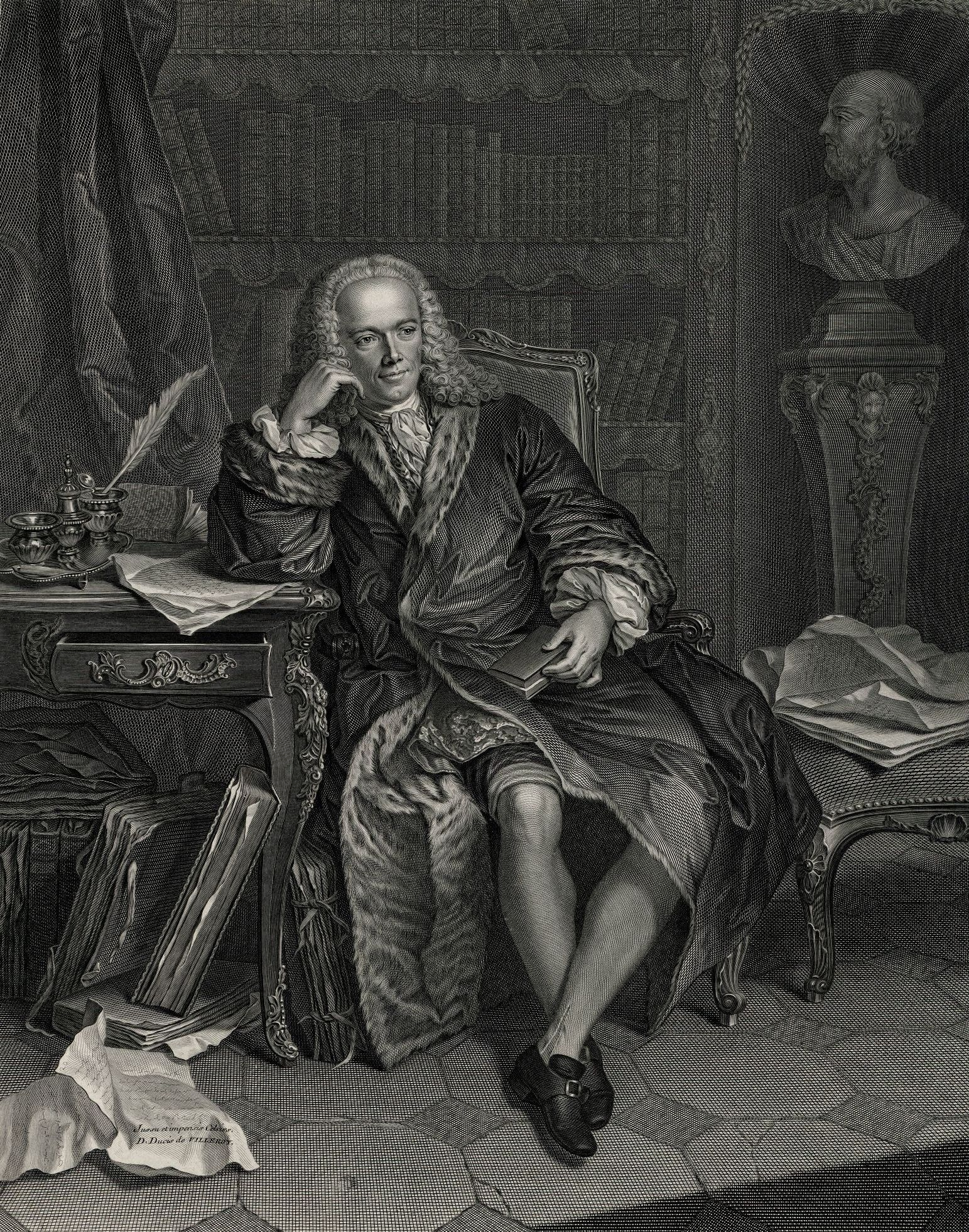
François Quesnay

La fisiocrazia è una dottrina economica che si affermò in Francia verso la metà del XVIII secolo, principalmente nel triennio 1756 - 1758, in chiara opposizione al mercantilismo e con lo scopo di risollevare le sorti delle scarse finanze francesi.

## Descrizione
La dottrina fisiocratica si basava sulle opere del medico ed economista François Quesnay, che scrisse nell'Encyclopédie le due voci "Fittavolo" e "Grani"; il suo Tableau économique (1758) costituì la base della dottrina. 
Secondo il pensiero di Quesnay l'agricoltura è la vera base di ogni altra attività economica: solo l'agricoltura è infatti in grado di produrre beni, mentre l'industria si limita a trasformare e il commercio a distribuire. La fisiocrazia assume quindi il momento della produzione dei beni e non il momento dello scambio come situazione in cui viene creata ricchezza. Tutto il ciclo economico della fisiocrazia ha come fine ultimo quello di creare un surplus (o prodotto netto), che poi verrà investito nuovamente nell'agricoltura (per aumentare la produttività di un terreno, avere a disposizione più manodopera, compiere ricerche nel campo delle macchine agricole), attraverso una condizione di libero mercato.
Le classi sociali vanno anch'esse viste in rapporto alla funzione che svolgono all'interno del ciclo produttivo: chi investe il capitale iniziale cioè la classe proprietaria insieme con i contadini, la classe che coltiva la terra e crea attivamente ricchezza, costituiscono la classe produttiva; chi trasforma i beni in prodotti finiti o si limita a consumarli fa parte infine della classe sterile. Il risvolto politico di questo sistema fu che secondo i Fisiocratici soltanto i proprietari terrieri dovessero avere i diritti politici e il diritto di voto, in quanto gli unici a perseguire i veri interessi di una Nazione, cioè gli interessi della terra. Soltanto chi possiede la terra ne persegue il suo interesse e il suo bene. Il mercante persegue solo il proprio interesse particolare. 
La fisiocrazia ebbe una notevole influenza durante gli anni settanta del Settecento e quest'idea di libero mercato ispirò Adam Smith. Tuttavia, la visione fisiocratica dell'agricoltura venne rifiutata proprio da Smith e da David Ricardo: la teoria del valore basato sul lavoro, contrapposta a quella fisiocratica, ha appunto origine dalle opere di questi due economisti.
I fisiocratici furono i primi a teorizzare la nascita di un buon governo basato sul dispotismo. I pensatori classici che si erano susseguiti fino ad allora avevano sempre inserito, nella classificazione delle forme di governo, il dispotismo tra quelle corrotte. I seguaci di Quesnay, invece, ritennero che la migliore tipologia di governo fosse quella basata sull'essenza naturale dell'uomo: un unico individuo, illuminato, che avrebbe guidato i suoi sudditi verso il bene. Il dispotismo diventa in questo caso un "dispotismo illuminato". Accanto a questo crearono poi anche il concetto del "dispotismo legale" cioè di un sistema in cui fossero le Leggi, poche, chiare e precise, a regolare l'economia e i rapporti fra gli individui.  Celebre uno scritto del Quesnay in cui riassume il concetto del dispotismo legale: "Che cosa fareste se foste il Re?" "Niente" "E chi governerebbe?"  "le Leggi".
Tra i più decisi critici della dottrina fisiocratica vi fu Achille-Nicolas Isnard.

## Principali fisiocratici
- Nicolas Baudeau
- Nicolas de Condorcet
- Joseph-Miche Dutens
- Ange Goudar
- Vincent de Gournay
- François Quesnay
- Lemercier de la Rivière
- Victor Riqueti de Mirabeau
- l'abbé Roubaud
- Pierre Samuel Dupont de Nemours
- Gaspar Melchor de Jovellanos (Spagna)
- Guillaume Le Trosne
- Jean-François Melon
- Anne Robert Jacques Turgot
- Charles Alexandre de Calonne
- Giuseppe Parini